# سنگ‌چشم‌کوکوی توسی
سنگ‌چشم‌کوکوی توسی (نام علمی: Coracina schistacea) گونهای از پرندگان تیرهٔ کوکوسنگ‌چشمان (Campephagidae) و بومی اندونزی است، جایی که در جزایر سولا و بانگگی وجود دارد. زیستگاه طبیعی آن جنگل‌های جلگه‌ای نمناک نیمه‌گرمسیری یا گرمسیری و جنگل‌های حرای نیمه‌گرمسیری یا گرمسیری است.